# Stanisław Gniewosz

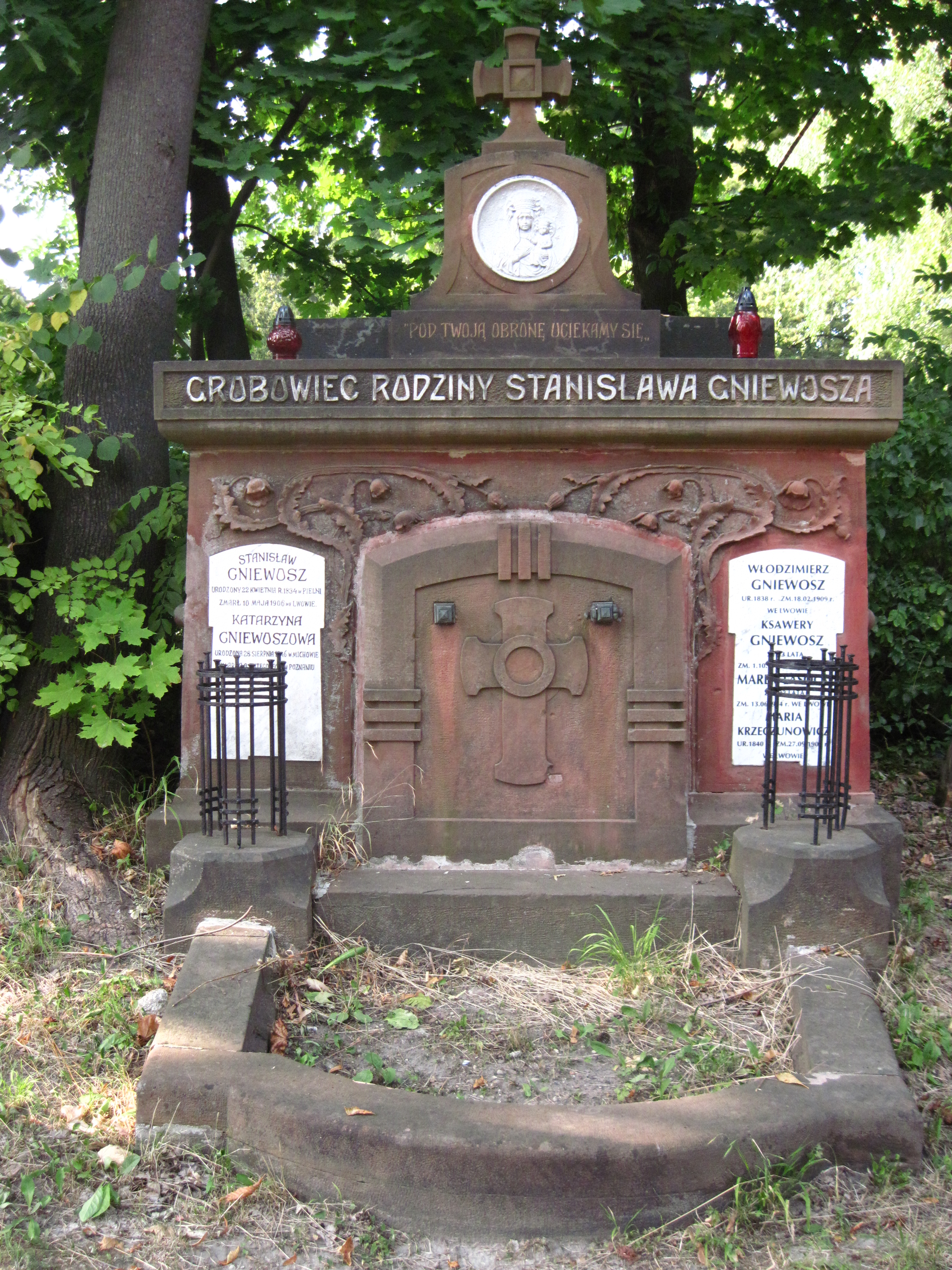
Grobowiec Gniewoszów na Łyczakowie

Stanisław Anzelm Wojciech Gniewosz herbu Rawicz (ur. 22 kwietnia 1834 w Pielni, zm. 10 maja 1906 we Lwowie) – polski ziemianin, poseł do Sejmu Krajowego Galicji.

## Życiorys
Syn Aleksandra Izydora Gniewosza (1799-1861) i Karoliny z domu Ostaszewskiej herbu Ostoja (1809-1861, córka Sebastiana Ostaszewskiego). Jego braćmi byli Antoni (1832-1903), Włodzimierz (1838-1909).
W 1851 zdał egzamin dojrzałości w C. K. Gimnazjum w Przemyślu.
Sprawował mandat posła Sejmu Krajowego Galicji V, VI, VII kadencji (1882-1901). Był wybierany w I kurii obwodu Sanok, z okręgu wyborczego Sanok. Wraz z bratem Włodzimierzem (posłem do Rady Państwa) reprezentował poglądy konserwatystów krakowskich.
Był właścicielem dóbr Krzywe, Trzcianiec, Rostoka. Był wiceprezesem Galicyjskiego Towarzystwa Kredytowego Ziemskiego (1892).
29 października 1891, w uznaniu zasług dla miasta Sanoka, otrzymał tytuł honorowego obywatelstwa Sanoka (w tym samym dniu ten tytuł otrzymał także Feliks Gniewosz).
W 1898 został odznaczony Krzyżem Kawalerskim Orderu Franciszka Józefa.
Został pochowany w grobowcu rodzinnym na Cmentarzu Łyczakowskim we Lwowie (pole № 78).
Jego żoną była Leontyna z domu Odrobina, z którą miał troje dzieci, w tym Władysławę (zamężna z Wiktorem Żurowskim).